# مساعدة! أنا سمكة
مساعدة! أنا سمكة (بالدنماركية: Hjælp, jeg er en fisk)‏ هو فيلم موسيقي خيالي علمي دينمركي وألماني وأيرلندي تقليدي عام 2000 من إخراج ستيفان فيلدمارك وجريج مانوارينج ومايكل هيجنر ، وكتبه ستيفان فيلدمارك وكارستن كيليريش وجون ستيفان أولسن وتريسي جيه براون. يقوم ببطولته أصوات آلان ريكمان وتيري جونز وآرون بول غير المعروف آنذاك.

## القصة
دور أحداث الفيلم في قالب من الكوميديا والمغامرات. يتناول ثلاثة أطفال وصفة كيميائية صنعها عالم غريب الأطوار عن طريق الخطأ، يتسبب ذلك في تحولهم إلى أسماك. وينتهي بهم المطاف في البحر؛ حيث تواجههم مشكلة كبيرة، فعليهم أن يجدوا ويشربوا الوصفة المضادة خلال يومين فحسب، وإلا فإنهم سوف يبقون أسماكا إلى الأبد.

## وصلات خارجية
- مساعدة! أنا سمكة على موقع IMDb (الإنجليزية)
- مساعدة! أنا سمكة على موقع روتن توميتوز (الإنجليزية)
- مساعدة! أنا سمكة على موقع نتفليكس (الإنجليزية)
- مساعدة! أنا سمكة على موقع ألو سيني (الفرنسية)
- مساعدة! أنا سمكة على موقع Turner Classic Movies (الإنجليزية)
- مساعدة! أنا سمكة على موقع أول موفي (الإنجليزية)
- مساعدة! أنا سمكة على موقع فيلمافينيتي (الإسبانية)
- مساعدة! أنا سمكة على موقع قاعدة بيانات الأفلام السويدية (السويدية)
- مساعدة! أنا سمكة على موقع قاعدة بيانات الفيلم (الإنجليزية)
- مساعدة! أنا سمكة على موقع ليتربوكسد (الإنجليزية)